# Борджиа (фильм)
«Борджиа» (исп. Los Borgia) — испанский кинофильм 2006 года режиссёра Антонио Эрнандеса (исп. Antonio Hernández).
Фильм был снят телеканалом Antena 3. Съёмки фильма проходили в Испании в провинции Наварра и городах Валенсии и Гандии (исп. Gandía) и в Италии в Риме и его окрестностях.
Фильм описывает жизнь семьи Борджиа в течение 12 лет с 1492 по 1504 год, в центре фильма находится Родриго Борджиа, ставший римским папой Александром VI, и его дети — дочь Лукреция и сын Чезаре.

## Сюжет
- Таглайн: «Амбиция… Страсть… Власть…»

Путём подкупов и интриг Родриго Борджиа, бывший кардиналом, становится папой римским. Благодаря этому назначению род Борджиа поднимается на невиданную высоту. Но власть приводит и к многочисленным порокам.
Сам же Родриго называется Александром VI в честь завоевателя Александра Македонского. И новый папа тоже хочет завоевать весь мир, по крайней мере всю Италию. А его дети должны стать влиятельными людьми как и он сам.

## В ролях

Мария Вальверде в роли Лукреции Борджиа

| Актёр                | Роль             |
| -------------------- | ---------------- |
| Луис Омар            | Родриго Борджиа  |
| Серхио Перис Менчета | Чезаре Борджиа   |
| Мария Вальверде      | Лукреция Борджиа |
| Серхио Муньис        | Хуан Борджиа     |
| Элой Асорин          | Хофре Борджиа    |
| Анхела Молина        | Ваноцца          |

| Актёр            | Роль                        |
| ---------------- | --------------------------- |
| Роберто Альварес | Буркард                     |
| Линда Батиста    | Санча де Арагон             |
| Роберто Энрикес  | Паоло Орсини                |
| Фабио Гросси     | кардинал Рафаэль Риариа     |
| Антонио Эрнандес | кардинал Джанбатисто Орсини |
| Лусия Хименес    | Мария Энрикес               |
| Пас Вега         | Катерина Сфорца             |
| Федерико Торре   | Макелайо                    |
| Хавьер Толоса    | Гонсало де Кордоба          |
| Марко Боччи      | Пьетро Бембо                |

## Съёмочная группа
- Авторы сценария: Пьеро Бодрато и Антонио Эрнандес
- Режиссёр: Антонио Эрнандес
- Ассистент режиссёра: Алессандро Коччиа
- Продюсеры: Маурицио Карлотти, Гвидо де Анджелис и Тедди Вильяльба
- Линейный продюсер: Гвидо Симонетти
- Оператор: Хавьер Сальмонес
- Композитор: Анхель Ильярроменди
- Художник: Барбара Перес-Солеро
- Монтаж: Иван Аледо
- Костюмы: Лучано Капоцци

## Награды и номинации

### Премия Гойя 2006
Вручение состоялось 28 января 2007 года.
| Категория               | Персона                                        | Результат  |
| ----------------------- | ---------------------------------------------- | ---------- |
| Лучший монтаж           | Иван Аледо                                     | Кандидат   |
| Лучшая работа художника | Барбара Перес-Солеро Мария Стильде Амбруцци    | Кандидатки |
| Лучший продюсер         | Эдуардо Сантана Рикардо Гарсиа Гвидо Симонетти | Кандидаты  |
| Лучшие костюмы          | Лучано Капоцци                                 | Кандидат   |

### Русскоязычные
- «Борджиа» на сайте Фильм. Ру
- «Борджиа» на ivi.ru

### Другие
- «Борджиа» (англ.) на сайте Internet Movie Database
- «Борджиа» (англ.) на сайте AllMovie
- О фильме «Борджиа», кадры из фильма  (исп.)